# أنوشتكين الدزبري
شرف المعالي أبو منصور أنوشتكين الدزبري (توفي يناير 1042) قائد عسكري فاطمي أصبح أقوى ولاة الفاطميين في الشام. أثناء ولايته على دمشق، استطاع ضم أغلب بلاد الشام، فضم حلب وبعلبك وفلسطين تحت سلطته. ذكر ابن القلانسي وابن العديم ثروة أنشتكين الكبيرة التي عُرف بها بين الناس.
أنوشتكين من أصل تركي، من أتراك الغور وهي ولاية بين بين هراة وغزنة، وقع في الرق في موطنه ما وراء النهر وبيع في دمشق عام 1009 إلى القائد الفاطمي دزبر بن أويتم الديلمي، وأصبح غلامًا في بلاط الحاكم بأمر الله في القاهرة. بين عامي 1017 و1023 نما أنوشتكين واكتسب شهرة محلية ووأصبح واليًا على بعلبك وقيصرية. ثم على الرملة ثم حاكمًا عسكريًا لفلسطين. تعرض لهزائم كبيرة في ساحة المعركة وتم استدعائه وسجنه في القاهرة عام 1026، ولكن أُطلق سراحه بعد فترة وجيزة. بعد ذلك بعامين أرسله الوزير علي الجرجرائي مع جيش ضد قبائل طي وكلاب في الشام، الذين هزمهم أنوشتكين بالقرب من بحيرة طبريا عام 1029.

## سيرته

### أصله
كان أنوشتاكين من أصل تركي من أتراك الغور وهي ولاية بين بين هراة وغزنة، وقع في الرق وبيع كعبد في كاشغر. هرب إلى بخارى، ولكن أسر مرة أخرى. ثم اقتيد إلى العاصمة العباسية بغداد. بعد ذلك، نُقل إلى دمشق الفاطمية عام 1009، حيث اشتراه القائد الفاطمي دزبر بن أويتم الديلمي. وهو وزير فاطمي من أصول ديلمية خدم سابقًا الحمدانيين.

### بدايته
حصل أنوشتكين على منصب في البلاط الفاطمي ولفت انتباه الحاكم بأمر الله الذي جعله أميرًا في الجيش. ثم ولاه على حامية فاطمية في دمشق. أقام في منزل أحد أبناء الحي في حي زقاق عطاف، حيث أصبح صديقًا للشاعر ابن حيوس، والذي اشتهر بمدحه في أشعاره.
أشار المقريزي إلى أن أنوشتكين كان شيعيًا إسماعيليًا، لكنه في نهاية حياته انحرف عن المذهب الإسماعيلي الذي نادرًا ما كان يمارس في دمشق.
استُدعى أنوشتيكن إلى القاهرة عام 1017، ثم تولى ولاية بعلبك. وشغل هذا المنصب لمدة أربع سنوات تقريبًا، وكان تحت سلطان والي حلب عَزِيز الدَّوْلَة. فاتك بن عبد الله الرومي.

### ولاية فلسطين
بعد خدمته في بعلبك، ولى قيصرية لفترة قصيرة، وفي عام 1023ولى جند فلسطين. في ذلك العام أصدر أمرا يمنع أي شخص من الإضرار الفرنسيسكان الرهبان في القدس.
هُزم أنوشتيكن في معارك داخلية مع القبائل العربية التي رفضت دفع ضرائبه، حتى أنوشتيكن إلى

### ولاية الشام
قبض على أنوشتكين في عسقلان، ثم سجن في القاهرة. ثم أُطلق سراحه، وفي ديسمبر 1027 / يناير 1028 وفي نوفمبر 1028، كلف أنوشتكين بقيادة حملة عسكرية ضد قبيلة طيء في فلسطين.
على رأس 7000 من جنود المشاة والفرسان والمساعدين البدو، سار أنوشتكين إلى الرملة والقدس، وتحالفت قبيلة طيء مع صالح بن مرادس أمير بني مرداس في حلب، وفي مايو 1029 دارت المعركة بين الطرفين على نهر الأردن بالقرب من بحيرة طبريا. انتهت المعركة عندما قُتل صالح، وبعدها قُتل العديد من رفاقه أثناء فرارهم جنوباً إلى الحجاز. مهد انتصار أنوشتكين الطريق لاستعادة الفاطميين للشام، حيث فر رجال صالح من قلعة صيدا الساحلية والحصون الداخلية في بعلبك وحمص وعكار. في غضون ذلك استحوذ أنوشتكين على غيلمان التركي التابع لصالح وأقام مقرًا له في دمشق. بعد ذلك، عزز أنشتكين موقعه باعتباره الحاكم الفاطمي الأقوى في الشام.

### غزو حلب
تزايد قلق علي الجرجرائي من طموح أنوشتكين واستقلاله الفعلي وسعى للحد من نفوذه. وفي الوقت نفسه ، قام الخليفة المستنصر (1036-1094) ونجل صالح وأمير حلب شبل الدولة نصر بتسوية خلافاتهما. نتيجة لهذه الظروف السياسية اعترف الفاطميون بنصر كواليًا على حمص، غضب أنوشتكين لذلك، مما اعتبره مؤامرة ضده. واعتقد الجرجرائي أن حرمان أنوشتكين من حمص سيضعه حتمًا في صراع مع نصر، مما يضعفه ويضعف المرداسيين وبالتالي يعزز نفوذ الحكومة الفاطمية في الشام. اشتعلت العداوة بين أنوشتكين ونصر، والتي تعود إلى قتل أنوشتكين لوالد نصر عام 1029.
طلب أنوشتكين الإذن من الإمبراطور البيزنطي ميخائيل الرابع بغزو حلب، الذين كانوا حلفاء للمردسيين. بعد حصوله على مباركة البيزنطيين، أكد أنوشتكين تحالفه مع القبائل البدوية حول حلب. وفي عام 1038 حشد قواته الفاطمية والبدو، وتقدم شمالًا ضد المرداسيين. وفي غضون ذلك ، كان نصر على علم بتعبئة أنوشتكين وتقدم جنوبا بجيشه وحلفائه. تقاتل الطرفان غرب السلمية، وأجبر أنوشتكين نصر على التراجع وإعادة تجميع صفوفه. شرع أنشتكين في نهب حماة التي يسيطر عليها المرداسيون واستمر شمالاً. والتقى الجانبان مرة أخرى في 22 مايو 1038 في تل فاس شمال غرب حماة. في خضم القتال تخلى شقيق نصر ومنافسه معز الدولة ثمال عن مساعدة نصر وتوجه إلى حلب للاستيلاء على المدينة بنفسه. هذا قلل من قوة نصر فهُزم وقُتل، وعُلقت رأسه على أبواب قلعة حماة.
عند سماعه بوفاة نصر، شعر ثمال بالضعف في حلب وغادر إلى بلاد ما بين النهرين لجمع التعزيزات. كان ابن عمه مقيد بن كامل مسؤولاً عن قلعة حلب، في حين وُضعت المدينة تحت حكم قريبهم خليفة بن جابر الكيلبي. حاصرت فرقة من قوات أنوشتكين المدينة، وبعد أيام قليلة فتح خليفة بمباركة من سكان حلب أبواب المدينة للجيش الفاطمي في 19 يونيو. وصل أنوشتكين إلى حلب في 22 يونيو وطرد جميع قوات ومسؤولي المرداسيين من المدينة. بينما واصل المرداسيون الاحتفاظ بسلطتهم في مناطق الرقة وبالس والرحبة. كان غزو أنشتكين لحلب هو المرة الأولى والأخيرة التي كانت فيها الشام بأكملها تحت سيطرة حاكم فاطمي واحد. تنازلت الحكومة الفاطمية في القاهرة لأنوشتكين، واعترف به الخليفة المستنصر كوالي على ولاية حلب أيضًا.